# 세실 B. 디멘티드
《세실 B. 디멘티드》(영어: Cecil B. Demented)는 2000년 개봉한 블랙 코미디 영화이다. 존 워터스가 감독과 각본을 맡았다.

## 출연진
- 멜러니 그리피스
- 스티븐 도프
- 얼리샤 윗
- 에이드리언 그레니에이
- 로런스 길리어드 주니어
- 매기 질런홀
- 잭 노즈워디
- 밍크 스톨
- 리키 레이크
- 퍼트리샤 허스트
- 마이클 섀넌
- 케빈 닐런
- 로잰 바
- 에릭 로버츠
- 존 워터스
- 라이언 슬래터리
- 딜레이니 윌리엄스

## 기타 제작진
- 협력 제작: 팻 모랜
- 배역: 케리 바든, 빌리 홉킨스, 팻 모랜, 수잰 스미스
- 미술: 빈센트 퍼레이니오
- 의상: 밴 스미스